# 중국 문학
중국 문학(中國文學)은 황하 유역의 북방과 장강 이남의 남방을 포괄하는 지역에서, 한자로 기록된, 고대 신화에서 현대 문학에 이르는, 산문, 시, 희곡, 수필 등등의 글을 총칭하는 용어이다. 중국문학은 역사적 연속성을 띠고 있다. 현대문학이 등장하기 전까지 중국문학사는 수천년에 걸쳐 비슷한 문학적 흐름이 지속되었다. 다른 특징으로 이중적인 구조를 갖고 있다. 지리적으로는, 현실적이고 산문적인 북방적 기질과 환상적이고 시적인 남방적 기질이 반영되었다. 이중적인 계층 구조는, 중국문학이 사대부 문학으로 불리는 상류층 문학과 민간문학이라고 불리는 하류층 문학으로 나뉘어 발전하게 했다.

## 역사
4천 년의 중국문학은 굽이치는 황허, 대륙적인 민족기질, 방대한 산하를 배경으로 한자의 특질을 살려 성장하였다. 시(詩)를 주류로, 소설·산문을 지류로, 서정과 자연영탄(自然詠嘆)을 본바탕으로 삼고, 서사와 사회 고발을 그 운영으로 삼아 온 것이다.

### 시(詩)
고대 중국의 문학 형식은 시가(詩歌)로서 그 대표가 주대(周代)에 씌어진 《시경》(詩經)이다. 풍(風)·아(雅)·송(頌)의 세 가지 체재와 부(賦)·비(比)·흥(興)의 세 가지 작법을 운용한 305편은 대부분 연애·수렵·농작과 제사·전쟁을 주제로 했다. 주로 사언체(四言體)의 소박한 형식으로 씌어진 《시경》이 ‘사무사(思無邪)’란 중국 시의 본질적인 사실주의·낭만주의 전통을 수립했다.
《시경》이 북방 문학으로 토대를 닦은 뒤 춘추 시대 이후로는 장강(양쯔강) 이남의 새로운 시가인 초사(楚辭)가 《시경》에 상대적인 문학으로 등장했다. ‘혜(兮)’, ‘사(些)’, ‘지(只)’ 따위 어조사를 곁들여 비교적 자유스러운 형식인 초사는 비로소 사언(四言)의 구속에서 벗어났고, 정열과 환상 그리고 충정과 비분의 사상을 응합(凝合)시킨 작품들은 중국 시상(詩上) 최초의 서정시인 굴원이 남긴 것이 가장 많다.
한대에 이르러 변체시(變體詩)가 생겼으니 하나는 조정(朝廷) 문학으로 민중을 떠나서 가송적(歌頌的)인 부(賦)가 있었고, 하나는 악부(樂府)다. 시경과 초사의 전통을 이은 악부는 민가(民歌)로서의 상화가(相和歌)·청상곡(淸商曲)·잡곡(雜曲)과 외국에서 전래한 고취곡(鼓吹曲)·횡취곡(橫吹曲)과 사대부들의 교묘가(郊廟歌)·연사가(燕射歌)·무곡(舞曲)들로 엮어졌고, 무엇보다 음악을 배합한 신형식은 오언시(五言詩)의 기초를 세웠다.
한말(漢末)에서 위(魏) 초기에 정형된 오언시는 이미 고시십구수(古詩十九首)와 조씨 부자(曺氏父子)·건안칠자(建安七子) 등의 시와 최장편 서사시인 공작 동남비(孔雀東南飛)에 점숙(漸熟)됨을 알 수 있다. 위진 남북조 시대는 정치적으로는 혼란했으나, 문학상으로는 대조적으로 찬란하여 문학이 학문과 분리되었고 유가의 교조적인 전통에서 벗어나 자연을 제재로 한 성정(性情) 문학이 새로운 경지를 이루었다. 또 하나의 공헌은 칠언체(七言體)의 성립이겠고 그 시대의 빼놓을 수 없는 시인으로는 도연명·사령운 등이 있다.
중국 시의 전성기는 역시 당대(唐代)이다. 그 시체(詩體)도 오언(五言) · 칠언(七言) · 고체(古體) · 근체(近體) · 절구(絶句) 따위로 분망했거니와 2천 2백여의 많은 시인에 의해 4만 9천 수(首) 정도의 작품을 남겼다. 제왕의 제창과 불교가 개척해 준 시의 의경(意境)으로 극성한 원인도 있겠지만 당대를 통하여 드물게 보는 천재적 시인 이백·두보를 비롯하여 고적(高適) · 잠삼(岑參) · 왕창령(王昌齡) · 맹교(孟郊) · 장적(張籍) · 원진 · 백거이 · 왕유 · 이하 등의 군출(群出)이 세를 북돋우었다.
송(宋)에 이르러서는 비록 소식·황정견·육유·왕안석 등 시인이 불교적이면서도 주지적인 시를 써서 시사(詩史)의 명맥을 이었지만 전고(典故)를 주로 애용했으며 오히려 사(詞)의 흥성(興盛)으로 그 자리를 대체했다. 성당(盛唐) 때 싹튼 사는 송에 이르러 위장(韋莊)·이후주(李後主)·온정균(溫庭筠) 등을 중심으로 그 사용 음조(音調)가 칠궁 십이조(七宮十二調) 사패(詞牌)가 9백여 종에 다다랐고 그 풍격(風格)도 완약(婉約)과 호방(豪放)으로 갈라져 각각 음악의 시로 흥성케 했다.
원·명에 이르러 시는 모방의 길에서 진전하지 못한 채 답보했고 원대에는 오히려 ‘곡(曲)’으로 시사(詩詞)의 전통이 옮겨졌다. 역시 완약과 호방의 풍격을 지닌 곡은 ‘노래하는 희곡’으로 널리 불렸으니 마치원(馬致遠), 관한경(關漢卿), 정광조(鄭光祖), 백박(白樸)을 비롯하여 작가가 187인에 이르렀다.
명대(明代)의 시는 전후칠자(前後七子)를 중심으로 성당시(盛唐詩)를 모방한 복고풍이 짙다가 청대(淸代)에 와서는 전대의 시를 총집성하여 각 시체(詩體)가 부흥하였다. 강좌삼대가(江左三大家)를 중심으로 한 시인들은 여러 시형식과 풍격을 시도했다. 시작과 시이론이 겸출했던 청대에는 왕사정(王士禎)의 신운설(神韻說)과 거기에 반동했던 심덕잠(沈德潛)의 격률설(格律說), 옹방강(翁方綱)의 기리설(肌理說)과 원매의 성령설(性靈說)이 특기할 만하다. 청말 황쭌셴은 시의 생활화·자유화를 제창했고, 외국시의 번역에 힘입어 또 하나의 시대의 문학으로 신시(新詩)가 혁명적으로 등장했다.

### 산문
중국의 산문은 시에 비해서 순문학의 본질상 적은 편이며 대부분이 설리적(說理的)이거나 기사적(記事的)인 것들이 많다. 설리적인 것이 사상가로부터 나왔다면 기사적인 것은 역사성을 띠고 있다. 그 최초로 《상서》(尙書)와 《좌전》(左傳)을 들 수 있으며, 철리적(哲理的)인 것으로는 《논어》와 《도덕경》을 들 수 있다. 양한(兩漢)에 이르러서는 사마천의 《사기》, 반고의 《한서》, 범엽의 《후한서》 등이 작품으로 남았지만, 그 중에서 순문학성을 띈 것은 당송팔대가의 산문을 들 수 있다. 이 외에도 예술성을 띤 영주팔기(永州八記 ― 유종원), 적벽부(赤壁賦 ― 소식), 제십이랑문(祭十二郞文 ― 한유), 추성부(秋聲賦 ― 구양수) 등을 남겼다. 산문(散文)에 소조(蕭條)한 명대를 거쳐 청대에는 방포(方苞), 유대괴, 요정 등을 중심으로 한 동성파(桐城派)는 문도합일(文道合一)을 주장하는 고문 부흥에 경주케 되어 결국은 산문이 역사적·철리적 굴레를 끝내 벗어날 수 없었다.
한대에는 설원(說苑), 신서(新序), 열녀전(烈女傳) 등의 소설들이 나왔으며 위진남북조 시대에는 열이전(列異傳), 박물지(博物志), 수신기(搜神記), 신선전(神仙傳), 술이기(述異記), 십유기(拾遺記) 등의 소설들이 나왔다. 당대의 전기소설(傳奇小說)에 이르러서는 고사성(故事性)을 띤 소설들이 형성되기 시작했으며 당대의 전기(傳奇)는 소설로서의 체재와 인물묘사, 스토리의 구성 등에 있어 오늘날의 소설에 접근할 정도로 발전을 이루었다. 대표작품으로 고경기(古鏡記)·유의전(柳毅傳)·잡혼기(雜魂記)·이왜전(李娃傳)·유씨전 (柳氏傳)·장한가전(長恨歌傳)·침중기(枕中記)·남가태수전(南柯太守傳) 등이 있다.
송대에는 전기소설(傳奇小說)이 몰락하고‘평화(平話)’로 대체되었는데 평화는 평민화한 전기로 남에게 읽히고 들려주던 것으로 은자아(銀字兒)·설공안(說公案) 등과 같은 탐정류와 강사(講史)와 같이 역사성을 띤 허구류(類)가 있었다.
원대에는 《수호전》, 《삼국지연의》와 같은 백화(白話)로 된 장회소설(章回小說)이 처음으로 등장하여 명·청대의 본격적인 소설의 시대를 이룩하게 했다.
명대는 장회소설의 발달기였다. 《봉신연의》·《서유기》 등의 소설들을 비롯하여 기서로 알려진 《금병매》를 빼놓을 수 없다.
청대는 소설의 전성기다. 그 제재나 기교가 뛰어나, 《유림외사》, 《관장현형기》등의 사회풍자 소설이 있고 야수폭언·경화연(鏡花緣) 등의 이상소설(理想小說)이 있고 《홍루몽》을 대표로 내놓을 수 있는 애정소설이 있고 아녀영웅전(兒女英雄傳)·삼협오의(三俠五義) 등의 무협소설이 있다. 청말에 이르러 임서를 비롯 구미 소설의 번역물이 쏟아져 나오고 한편 어문(語文)일치운동의 물결을 타고 장회소설(章回小說)의 허물을 벗고 신소설이 나오게 되었다.

## 분류
- 시
- 산문
- 고전 소설
- 현대 소설

## 주요 작품
중국 문학의 4대 기서(중국어: 四大奇書)는 아래와 같다. (저작된 순서대로)
- 《삼국지연의》(1330년)
- 《수호전》(1573년?)
- 《서유기》(1590년)
- 《금병매》(1610년)

여기에 《봉신연의》를 덧붙여 5대 기서로 보는 시각도 있다. 중국에서는 《금병매》 대신에 《홍루몽》을 포함해 네 작품을 '4대 명저'(중국어: 四大名著)로 부르기도 한다.
현대 소설
- 《아큐정전》(1921년)

## 같이 보기
- 중국의 문화
- 중국어 사전
- 중국어
- 중국 신화
- 중국어를 공용어로 사용하는 나라별 중국어 사용자 수